# Nyíregyháza
Nyíregyháza (maďarsky  'ňíreďháza) je město v severovýchodním Maďarsku. Leží v župě Szabolcs-Szatmár-Bereg, jejímž je správním centrem. Je také sídlem spojené římskokatolické diecéze Debrecín–Nyíregyháza. Žije zde přibližně 115 tisíc obyvatel. Sídlí zde univerzita.

## Přírodní poměry a poloha
Město se rozkládá ve východní části země, v blízkosti hranice se Slovenskem (40 km), Rumunskem (45 km) a Ukrajinou (55 km). Je nejvýchodnějším župním městem v Maďarsku.

## Název
Název pochází od maďarského slova Nyír, který označuje břízu. Ten dal název i celému regionu (Nyírség). Rumunský název pro město zní Mestecăneşti.

## Historie

### Nejstarší dějiny

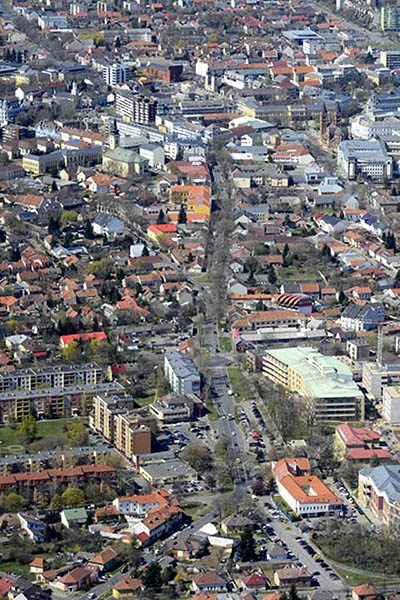
Letecký pohled na město

Nejstarší archeologické doklady osídlení této lokality pocházejí z mladšího pravěku: pohřebiště se stovkou hrobů se datuje do doby bronzové. Během 5.–4. století před naším letopočtem zde pobývali kočovní Sarmati, po nichž se dochovala mohyla s žárovými hroby. Archeologické nálezy jsou vystaveny ve zdejším regionálním muzeu Andráše Jósy.
První zmínka o obci pochází z roku 1209. Z roku 1326 je doložen název Nyíregyháza, podle něj se předpokládá existence zdejšího kostela, protože egyháza v maďarštině znamená kostel. V 15. století zde již žilo okolo 400 obyvatel.
Během turecké nadvlády bylo sídlo zničeno, znovu osídleno bylo potom až v 30. letech 17. století uprchlíky z tureckých území, kteří nechtěli platit tamní daně. Roku 1605 jej obsadil Štěpán Bočkaj, po jeho smrti bylo až do roku 1620 součástí Sedmihradska. Kolem roku 1750 měla jen 500 obyvatel.
V dobách protirakouské vzpoury se město rozvíjelo, stěhovali se sem hlavně Slováci z okolí města Békéscsaba (tzv. Tirpaci). Ti si zřídili hospodářství v okolí města a kolonizovali a zúrodnili místní krajinu. Na konci 18. století zde žilo již 7 500 lidí, bylo to největší město v celém okolí. Postupně se vymanilo z feudálního vlivu; v tereziánské a josefínské době byly postaveny dvě školy. Na mapě prvního vojenského mapování ze sklonku 18. století se město objevuje pod názvem Nyíregÿház a zahrnovalo přibližně východní část dnes městským okruhem vymezeného jádra. Obklopovaly jej rybníky, resp. spíše rozsáhlé močály, které vymezovaly, kam se tehdejší zástavba mohla rozšiřovat. Dnešní Městský lesopark (maďarsky Városi parkerdő) zasahoval svojí jižní stranou až k samotnému středu města. Zaznamenána byla již přítomnost kostela na Kossuthově náměstí v centru města.

### 19. století
Během 19. století byly zbudovány nemocnice a nová radnice. Významnou událostí byl také rok 1824, kdy se městu podařilo zbavit břemen vůči jednotlivým mocipánům. V roce 1837 byl Nyíregyháze udělen status města s tržním právem. V revolučním roce 1848 až 1849 řada místních bojovala proti Habsburkům. Mnoho z nich bylo nakonec uvězněno, včetně tehdejšího starosty, Mártona Hatzela. 
Železnice sem byla zavedena roku 1858, díky ní vznikly také pošta a telegrafní úřad. Podle map z druhého vojenského mapování, které vznikly zhruba v době po dosáhnutí železnice do města, obklopovaly Nyíregyházu rozsáhlé sady, a to jak v prostoru mezi středem města a nádražím, tak i východně od samotného středu města. Ty byly zrealizovány na místě původních močálů, resp. jezer. Sady později (nejspíše na přelomu 19. a 20. století zanikly a nahradila je zástavba s pravoúhlou sítí ulic.
V roce 1876 bylo ustanoveno jako centrum župy. Na základě toho byly postaveny nové úřady i kulturní instituce, např. divadlo. Na začátku minulého století, v roce 1911, byly zavedeny tramvaje. Jejich jediná linka spojovala místní nádraží přes střed města s lesoparkem, kde leží jezero Sós-tó a lázně Sóstóyógyfürdő (otevřené v témže roce) a pokračovala dále mimo město. Zmíněné lázně vznikly okolo jezera s termálními prameny a staly se velmi populární lokalitou u místních. Založily zdejší tradici lázeňství; postupně je doplnila řada dalších zařízení i jinde po Nyíregyháze.

### 20. a 21. století

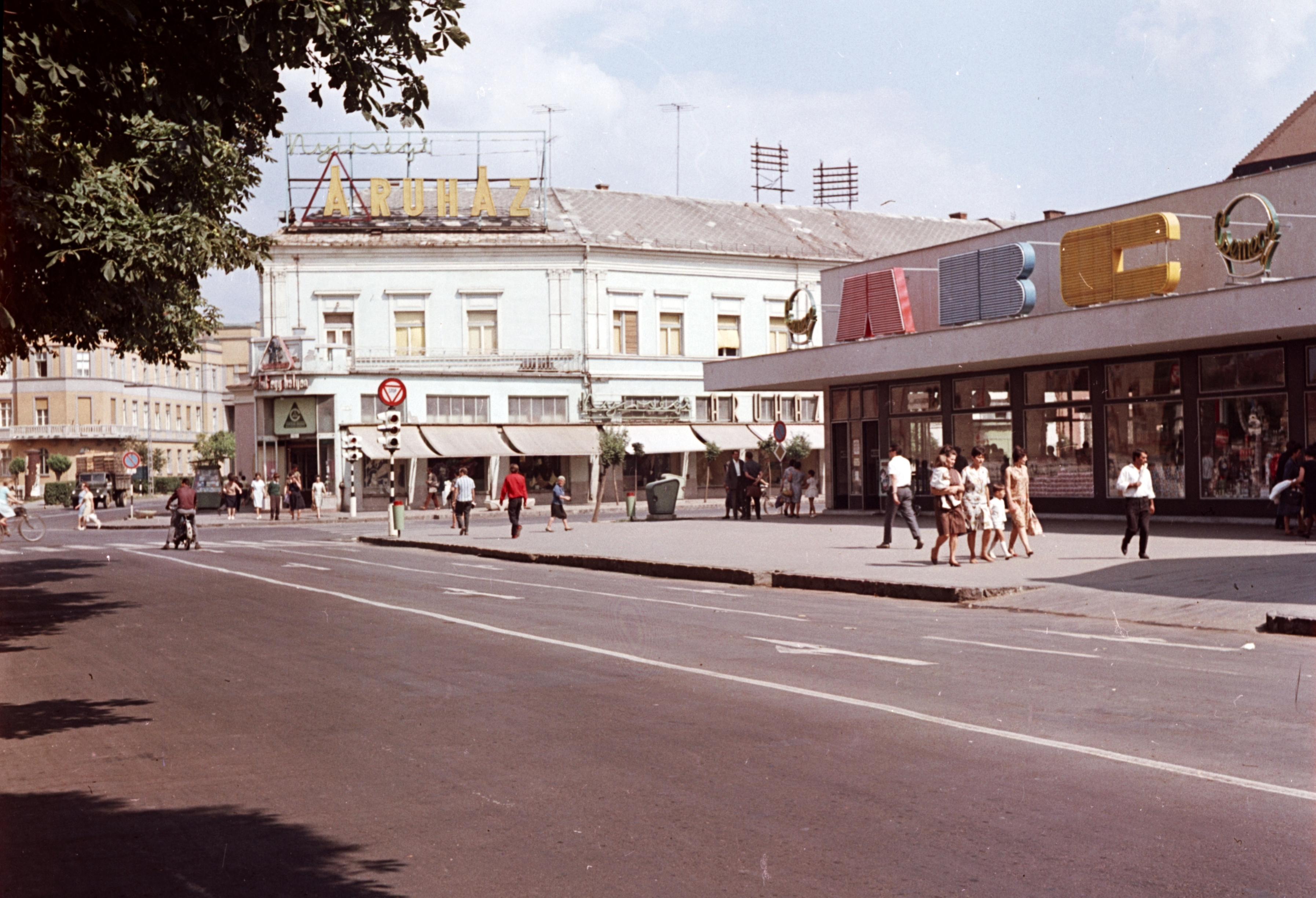
Střed města v roce 1968

Podle posledního sčítání lidu z roku 1910 bylo město většinově maďarské národnosti, heterogenní bylo nicméně z hlediska své náboženské příslušnosti. Dominovaly různé protestantské církve, počet římských katolíků zde byl nižší, než tomu bylo v jiných uherských městech. Počet obyvatel poprvé v dějinách překročil třicet tisíc lidí.
Během 1. světové války 10 měsíců okupovali Nyíregyházu po skončení rudého teroru Rumuni. Přítomnost rumunské armády zde trvala 10 měsíců. V meziválečném období se počet obyvatel mírně zvyšoval a překročil metu padesáti tisíc lidí. Roku 1929 zde byla postavena nová kasárna. Vznikem nových státních hranic dle trianonské mírové dohody přestaly Nyíregyháze konkurovat města, která se stala součástí Československa nebo Rumunska. Díky tomu tak mohla vznikat nová a lepší infrastruktura, neboť zde vzniklo automaticky centrum regionu.
Ve druhé světové válce zahynulo kolem 10 000 zdejších obyvatel. 6000 místních Židů bylo deportováno do koncentračních táborů. Nacházelo se zde židovské ghetto, do něhož byli sváženi Židé z celého regionu Szabolcs. Nějakou dobu v závěru války zde byli rumunští vojáci a také se tu nacházela vojenská nemocnice Rudé armády.
Ve městě tradičně žila početná slovenská i rumunská národnostní menšina. Žil zde János Esterházy (1901–1957), československý a slovenský politik maďarské národnostní menšiny. V souvislosti s výměnou obyvatelstva mezi ČSR a Maďarskem byli odsud přesídleni někteří Slováci výměnou za obyvatelstvo maďarské národnosti.[zdroj?] I přesto zde část Slováků zůstala a do současné doby je v Nyíregyháze vyučována slovenština na některých základních školách.
V říjnu 1956 propukla ve městě demonstrace po zjištění zprávy o revoluci v Budapešti a poté byla ustavena dočasná městská dělnická rada, která fungovala do 4. listopadu téhož roku.
Po roce 1960 probíhaly rozsáhlejší stavební práce ve středu města a jeho okolí. Postaveny byly na různých místech panelové domy.
V roce 1974 překročil počet obyvatel města metu sta tisíc. Hned po Debrecínu je druhým přirozeným centrem severovýchodního cípu země. V období socialismu dosáhl počet obyvatel města maxima a poté začal postupně klesat. V 90. letech 20. století byl zahájen trend suburbanizace, v rámci něhož řada místních zvolila bydlení v okolních obcích.
V roce 2004 zde byl vybudován památník, připomínající holocaust.

## Obyvatelstvo
V roce 2008 měla Nyíregyháza 116 874 obyvatel, v roce 2017 to bylo 117 689 lidí a roku 2020 potom 116 814. Představuje to cca 1/5 obyvatel župy Szabolcs-Szatmár-Bereg. Obyvatelstvo je dominantním dílem maďarské národnosti. Město je sedmé největší v Maďarsku. Trend přírůstku počtu obyvatel je dlouhodobě negativní, je však pod celomaďarským průměrem. Obyvatelstvo je také v průměru mladší, než je tomu v případě celostátního průměru.
V roce 2011 se 86,12 % obyvatel Nyíregyházy přihlásilo k maďarské národnosti a 10,6 % neuvedlo odpověď. Další národnosti byly zastoupeny jen malým podílem: romská s 1,84 %, německá s 0,51 % apod.
Z náboženského hlediska se zhruba čtyřicet procent obyvatel hlásí k Římskokatolické církvi, dále 10 % k Řeckokatolické církvi a zastoupeny jsou i další denominace, např. luteráni. Zhruba 30 % obyvatel se nehlásí k žádné církvi nebo náboženské organizaci.

## Zeleň a životní prostředí

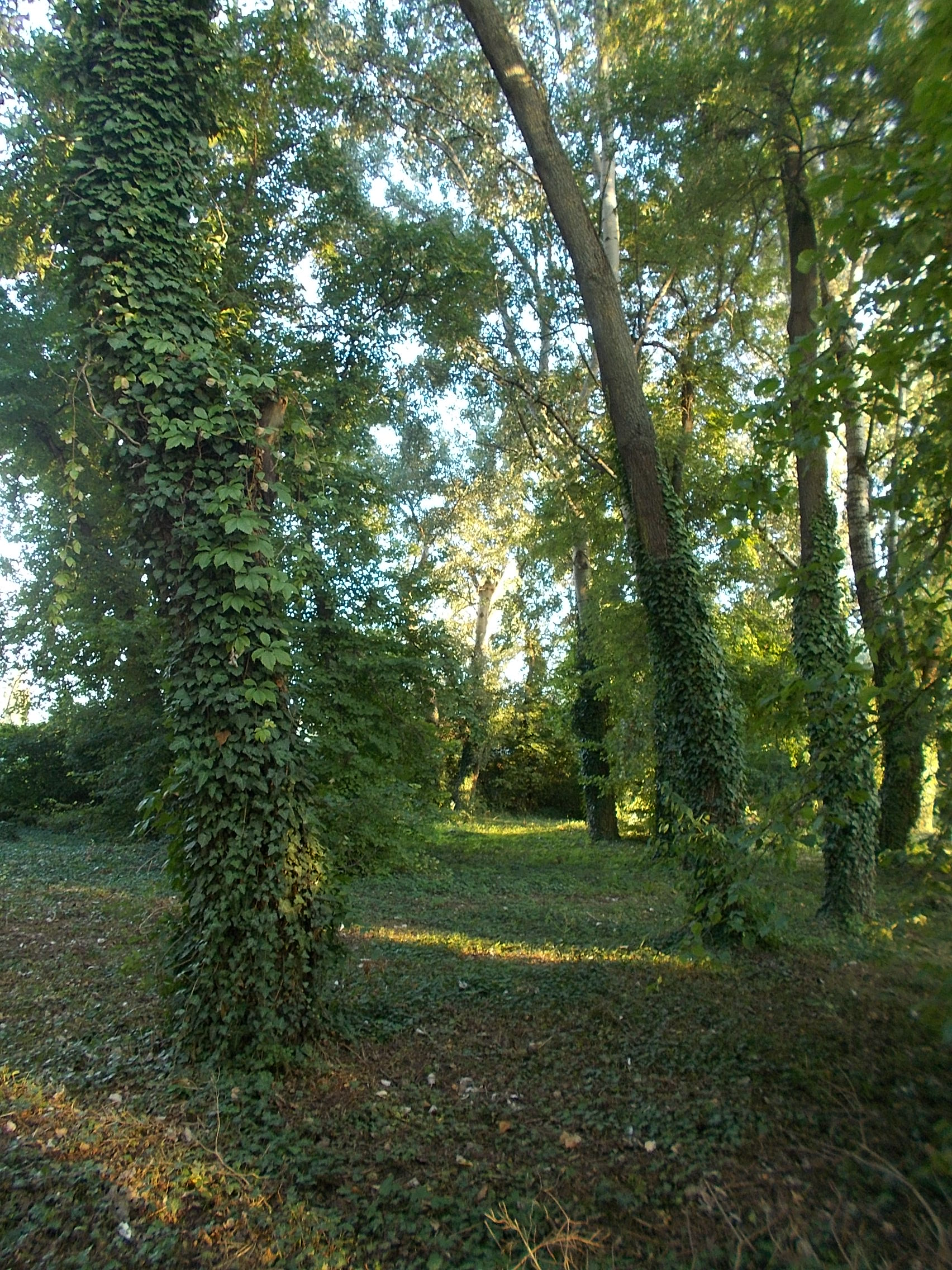
Les u jezera Bujtosi-tó

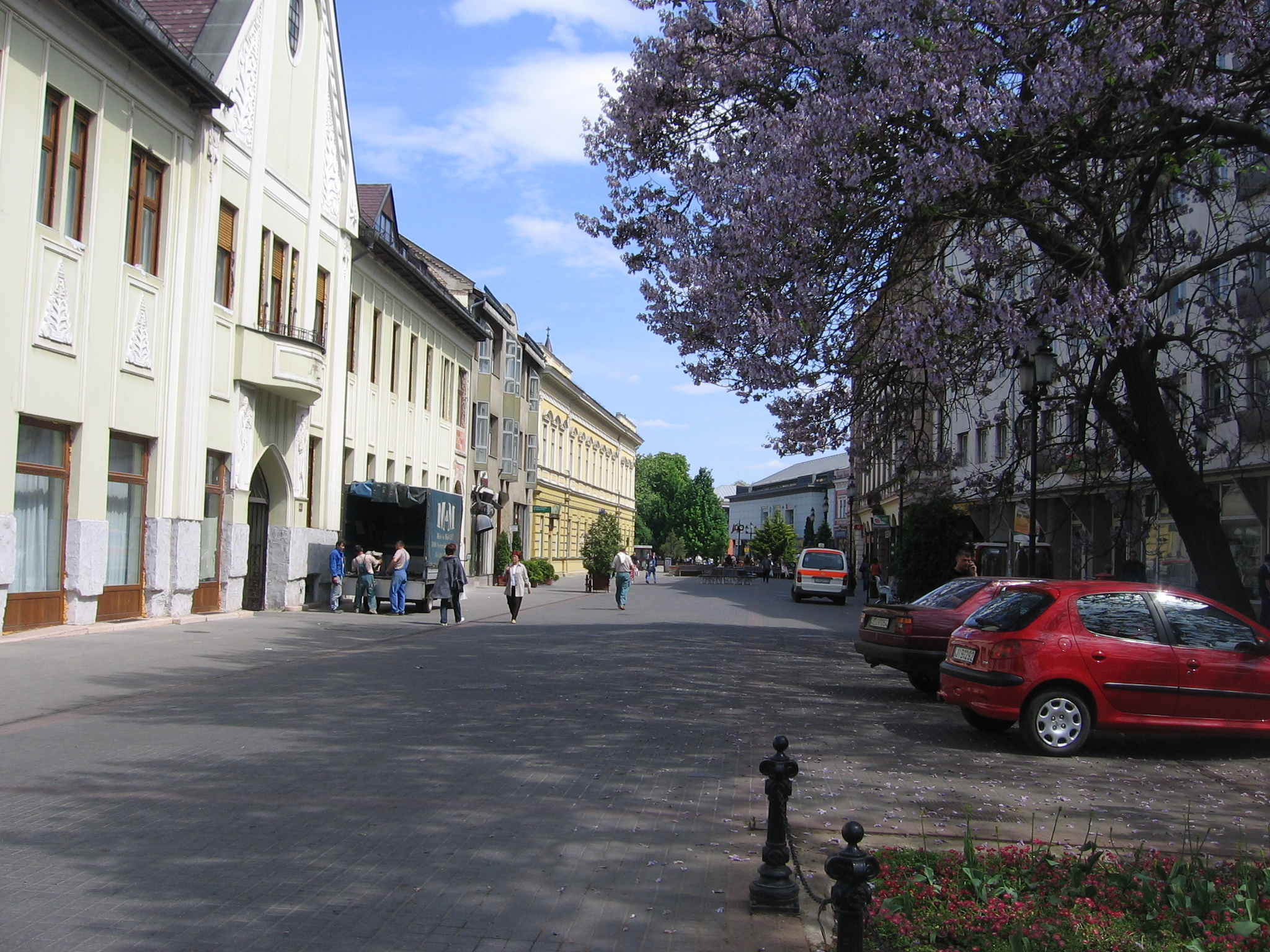
Ulice ve středu města

Severně od města se nachází rozlehlý lesopark. Na jeho jižním konci stojí botanická zahrada a na konci severním potom zahrada zoologická. Ta je dlouhodobě pozitivně hodnocena. Severovýchodně od středu města se nachází park Bujtosi s jezerem Bujtosi-tó, což je pozůstatek rozsáhlého jezera, které bylo v dějinách města kultivováno. Nedaleko od Nyíregyházy leží také pozůstatky rozsáhlých močálů, lokalita Igrice.
Město v uplynulých desetiletích modernizovalo a přestavovalo některé zelené plochy, např. na Bessenyeiho náměstí, okolo Sostó a v bývalých kasárnách.

## Ekonomika

### Průmysl
V Nyíregyháze sídlí významné společnosti, včetně francouzských výrobců pneumatik Michelin a německých Continental AG na místě bývalého závodu společnosti Taurus v dřívějších dobách. V blízkosti města se nachází jedna průmyslová zóna a další čtyři průmyslové areály. Mnohdy se nacházejí v obytných oblastech, velká průmyslová zóna leží na západním okraji města, kde je dobré napojení na železniční i silniční dopravu. Svůj závod zde má i hračkářská společnost LEGO. Na počátku 21. století byly největšími zaměstnavateli ve městě společnosti Hübner, Flextronics a Hirsch Kft. Později je doplnila již zmíněná firma LEGO, která má závod v Západní průmyslové zóně, otevřené v roce 2014.

### Turistika a služby
Významný ekonomický přínos pro město má díky termálním pramenům lázeňství a turistika. Nachází se zde celkem pět lázní, z toho jedny lázně jsou solné. Město pořádá masopustní oslavy s průvodem masek a filmový festival.
Město nicméně patří k ekonomicky méně výkonným v rámci Maďarska a je zde vysoká míra nezaměstnanosti. V roce 2009 činila oficiálně 7,42 % a v roce 2018 potom 3,85 %. V druhé dekádě 21. století se obecně pohybovala pod celomaďarským průměrem. Průměrná mzda je zde nižší, než je tomu v případě celomaďarského průměru.

### Zemědělství
Město je centrem zemědělsky významného regionu. V okolních sadech se pěstují jablka Jonathan.

## Zdravotnictví
Město má vlastní nemocnici.

## Doprava
Jižně od města prochází dálnice M3, která vede západo-východním směrem, a která napojuje město na metropoli Budapešť a dále na východ potom k silničním tahům na Satu Mare (v Rumunsku) a Mukačevo (na Ukrajině). Čtyři výjezdy na této dálnici směřují do města. Přes město prochází celostátně významné silnice č. 4, 38 a 41. Kolem samotného centra se nachází okružní bulvár; v samotném středu města je doprava vyloučena a nachází se tu pěší zóna.
Město má charakter regionálního železničního uzlu. Tratě odsud směřují např. do Debrecínu nebo přes obec Záhony na Ukrajinu (jedna z páteřních maďarských železničních tratí). Místní hlavní nádraží leží západně od středu města, kromě něj se na území města nachází ještě několik menších stanic na různých tratích, např. Nyíregyháza külső, Nyíregyháza-Északi kitérő, Sóstó apod. U hlavního železničního nádraží se nachází i autobusové stanoviště.
Historicky se ve městě a v jeho okolí nacházela síť úzkorozchodné místní dráhy (Nyírvidéki Kisvasút). V provozu byla v letech 1905 až 2009. Tramvaje mělo město v letech 1911 až 1969. Městskou dopravu dnes zajišťují pouze autobusy.

## Památky a turistika

### Církevní budovy

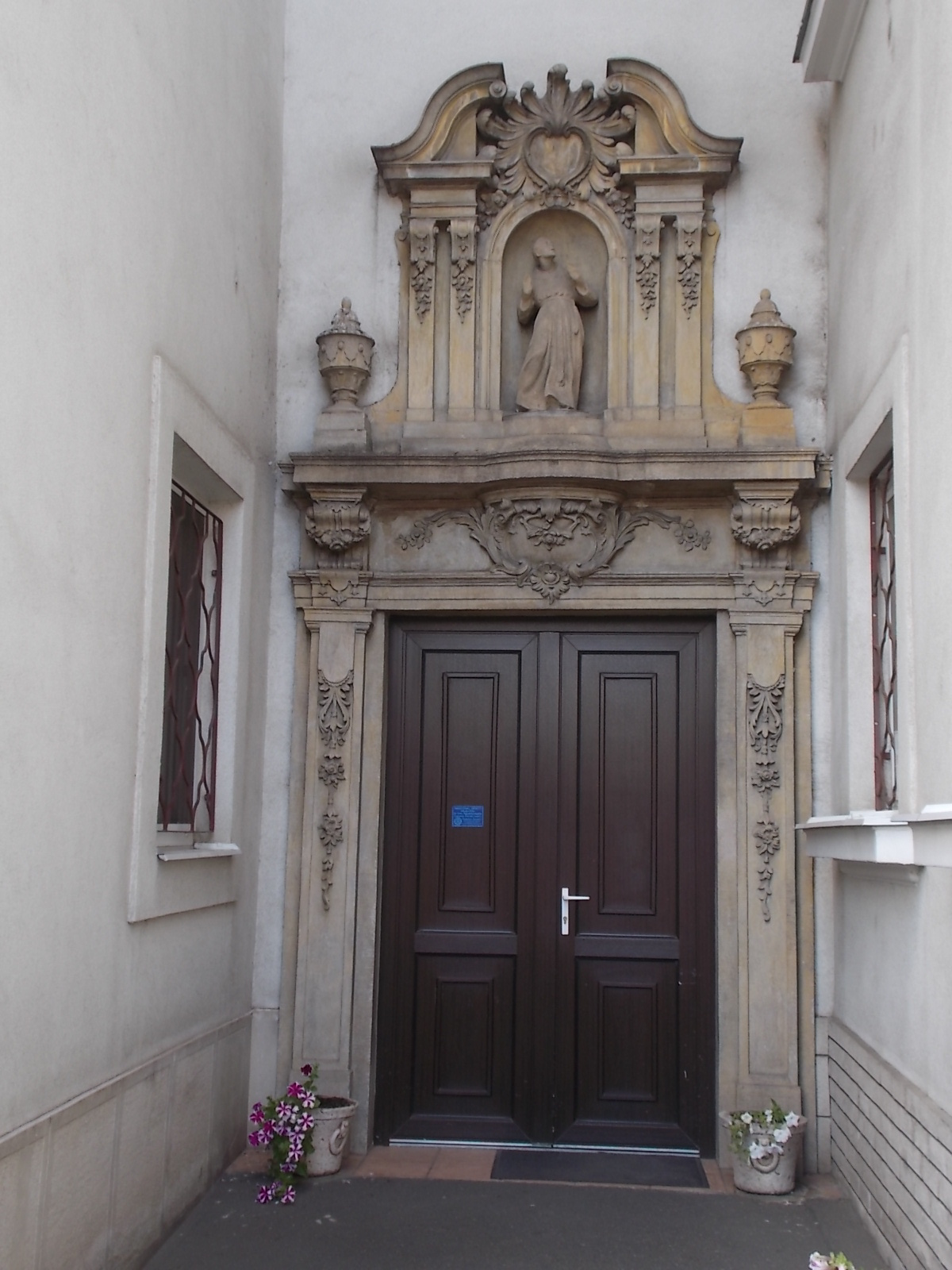
Portál františkánského kostela sv. Antonína Paduánského (2017)

- Luteránský kostel – trojlodní barokní[4] bazilika s emporami ze 17. století, upravovaná ve 2. polovině 18. století, nejstarší dochovaná stavba ve městě[6]
- Kostel sv. Antonína Paduánského s klášterem františkánů, přestavěným pro konvent v roce 1938, nyní slouží jako centrum pro sociálně vyloučené; původní portál chrámu z let 1750–1780 patří k nejstarším dochovaným památkám ve městě
- Římskokatolická katedrála Panny Marie – novorománská trojlodní a dvouvěžová bazilika, sídlo římskokatolické diecéze Debrecín-Nyíregyháza. Kostel byl přestavěn v závěru 19. století.[7]
- Řeckokatolický kostel – novobyzantská stavba z roku 1909
- Bývalá synagoga

### Ostatní stavby
- Radnice na Kossuthově náměstí, v centru města. Postavena byla podle architekta Károlyho Benkó.
- Palác Nyírvíz (Széchenyiho ulice č. 1.) s bohatou sbírkou různých vyznamenání.
- Divadlo Zsigmonda Móricze – klasicistní budova
- Secesní budova banky Szabolcs Takarék
- Hotel Koruna
- Jósa András Múzeum – regionální muzeum Andráše Jósy, zahrnuje sbírky z období pravěku a dob příchodu Maďarů do vlasti.
- Skanzen/Muzejní vesnice (maďarsky Múzeumfalu) – v přilehlé vsi Sósos: lidová architektura regionu. Založeno bylo roku 1970.
- Rozhlasový vysílač – nejstarší v Maďarsku, 119 m vysoký, postaven roku 1925
- Pomník politika Lajose Kossutha (1848)
- Bronzová socha husara z roku 2017; památník uherského regimentu husarů, který město proslavil v letech 1869–1940
- Zoologická zahrada – založena roku 1998

## Školství
Ve městě sídlí celkem tři univerzityː státní univerzita (maďarsky Nyíregyházi Egyetem), dále je zde dislokována zdravotnická fakulta univerzity v Debrecenu a církevní vysoká škola. Působí zde řada středních i základních škol. Pětina obyvatel města má vysokoškolské vzdělaní, čímž převyšuje celostátní průměr.

## Sport a rekreace
- Fotbalový stadion byl postaven roku 1958 a poté mnohokrát přebudováván. Výhledově jej měly nahradit zcela nové sportoviště.[8] Nový stadion byl budován v roce 2023.[9]
- Mezinárodní turnaj profesionálních tenistů a tenistek ITF kategorie M15 se koná každoročně v červnu.
- Ve městě je velký počet lázní. Severně od středu města za městským lesoparkem leží již zmíněné lázně Sóstógyógyfürdő. Oblíbené jsou také kryté lázně Júlia Fürdő, slané lázně Tófürdő nebo místní akvapark.

## Rodáci
- Gyula Krúdy (1878–1933), maďarský prozaik, představitel literatury symbolismu
- Elisabeth Maria Hajós (1900–1982), maďarsko-americká historička umění židovského původu; pracovala ve Vídni, r. 1938 emigrovala do USA
- Oláh Ibolya (* 1978) – maďarská rocková zpěvačka
- Márton Fucsovics – maďarský profesionální tenista
- Miklós Kállay (1887–1967), politik a předseda vlády (1942–1944)
- Tibor Szamuely (1890–1919), novinář a revolucionář

## Galerie

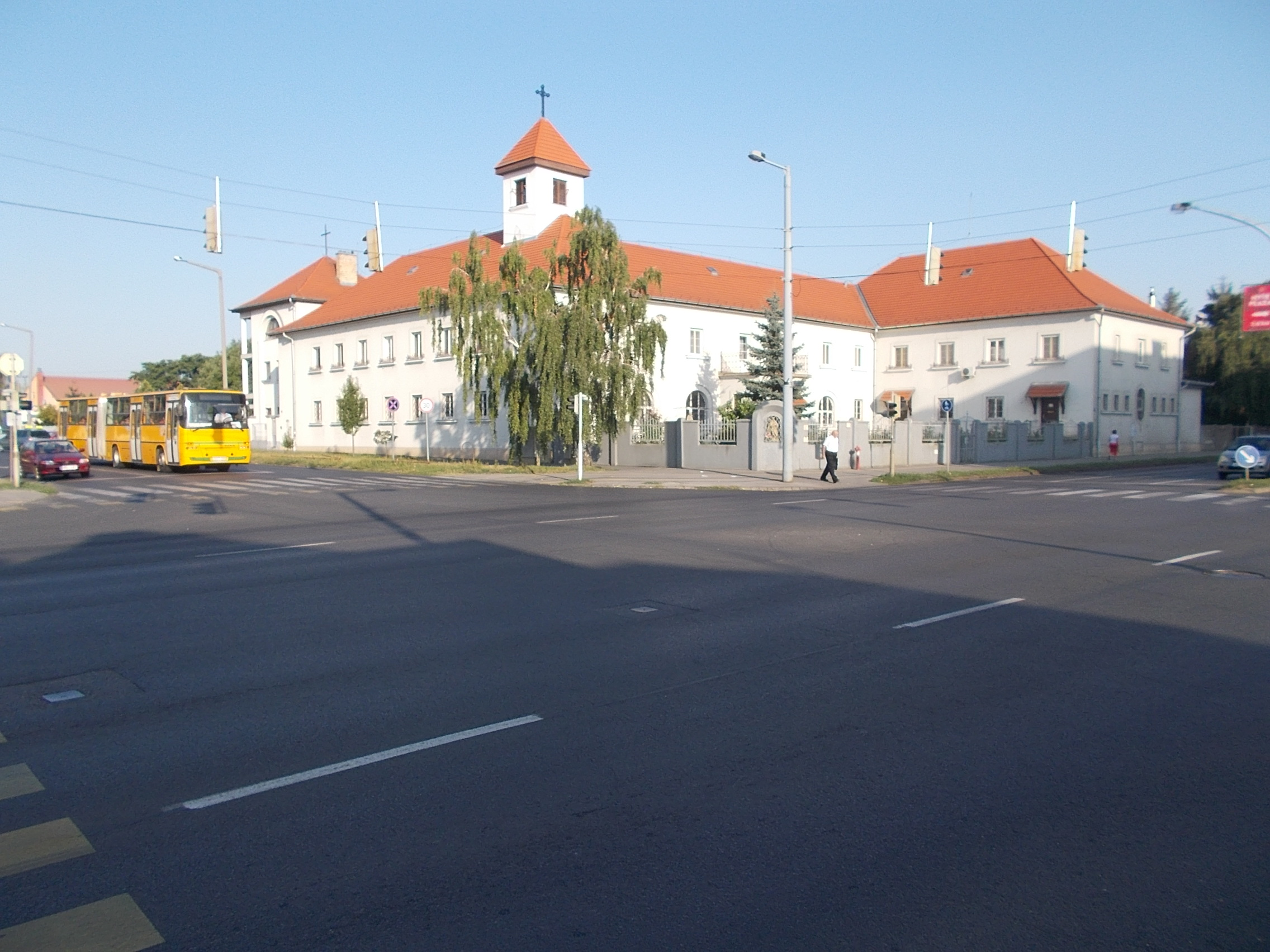
Františkánský klášter (2007)
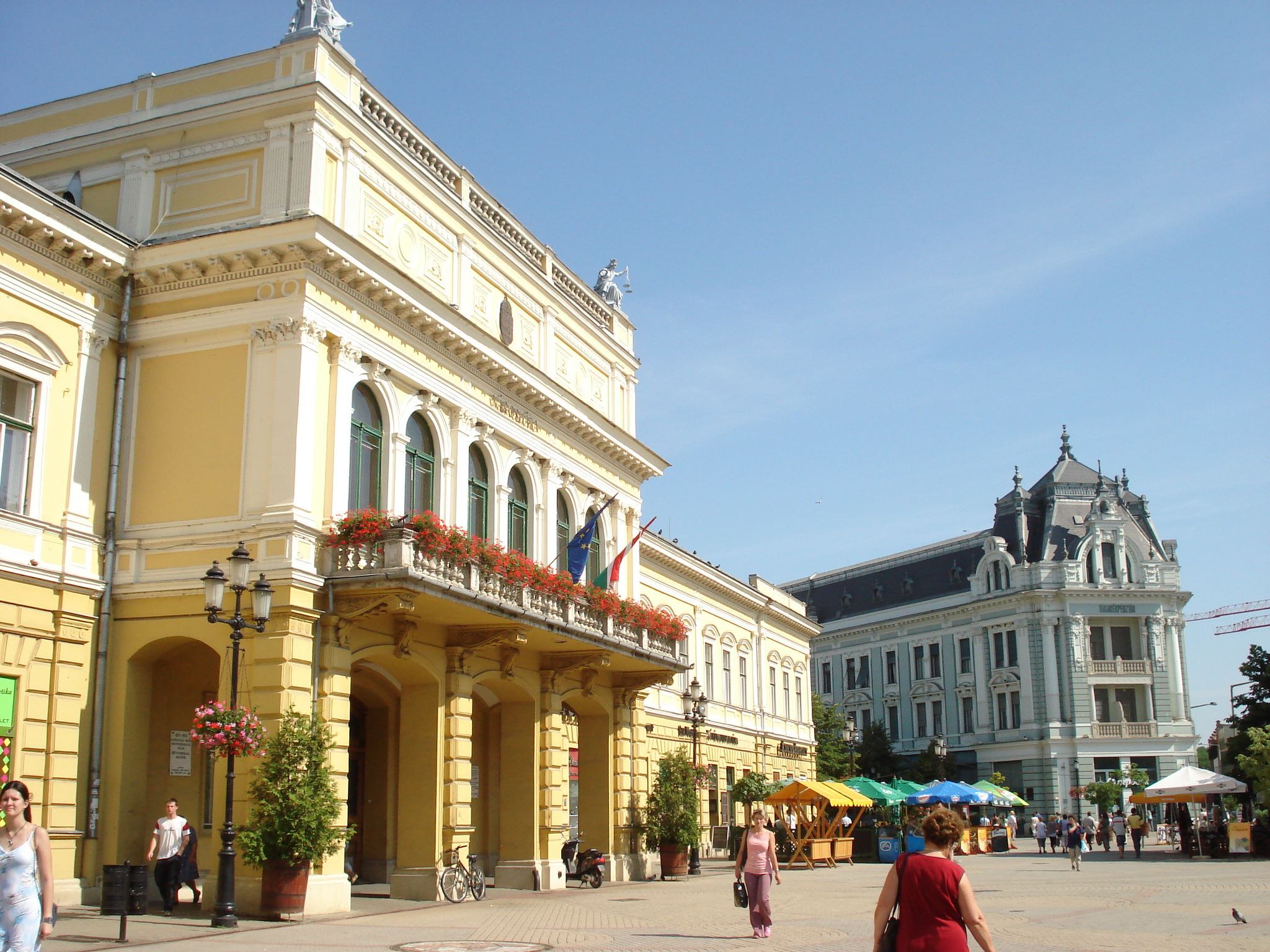
Radnice
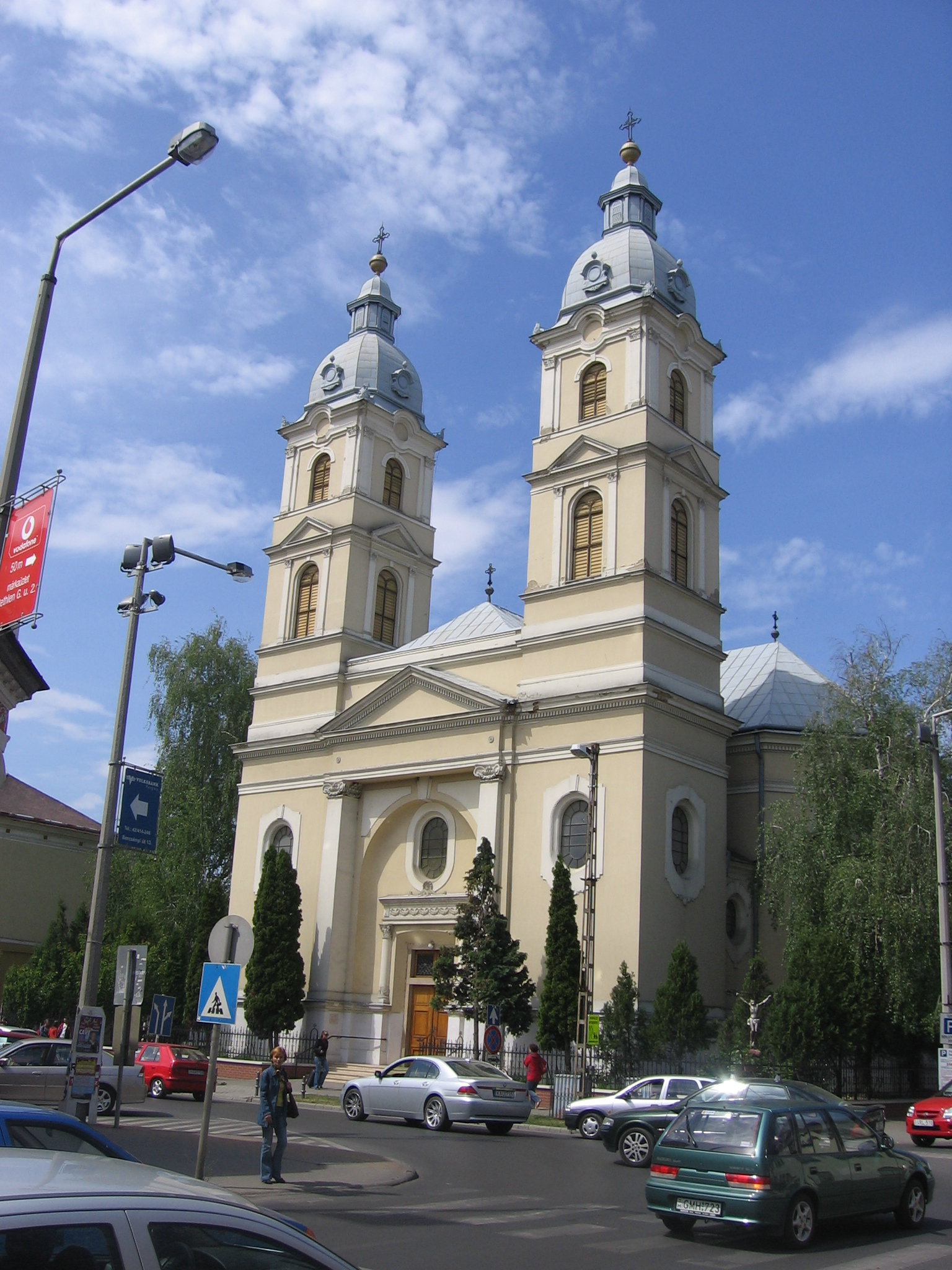
Řeckokatolický chrám
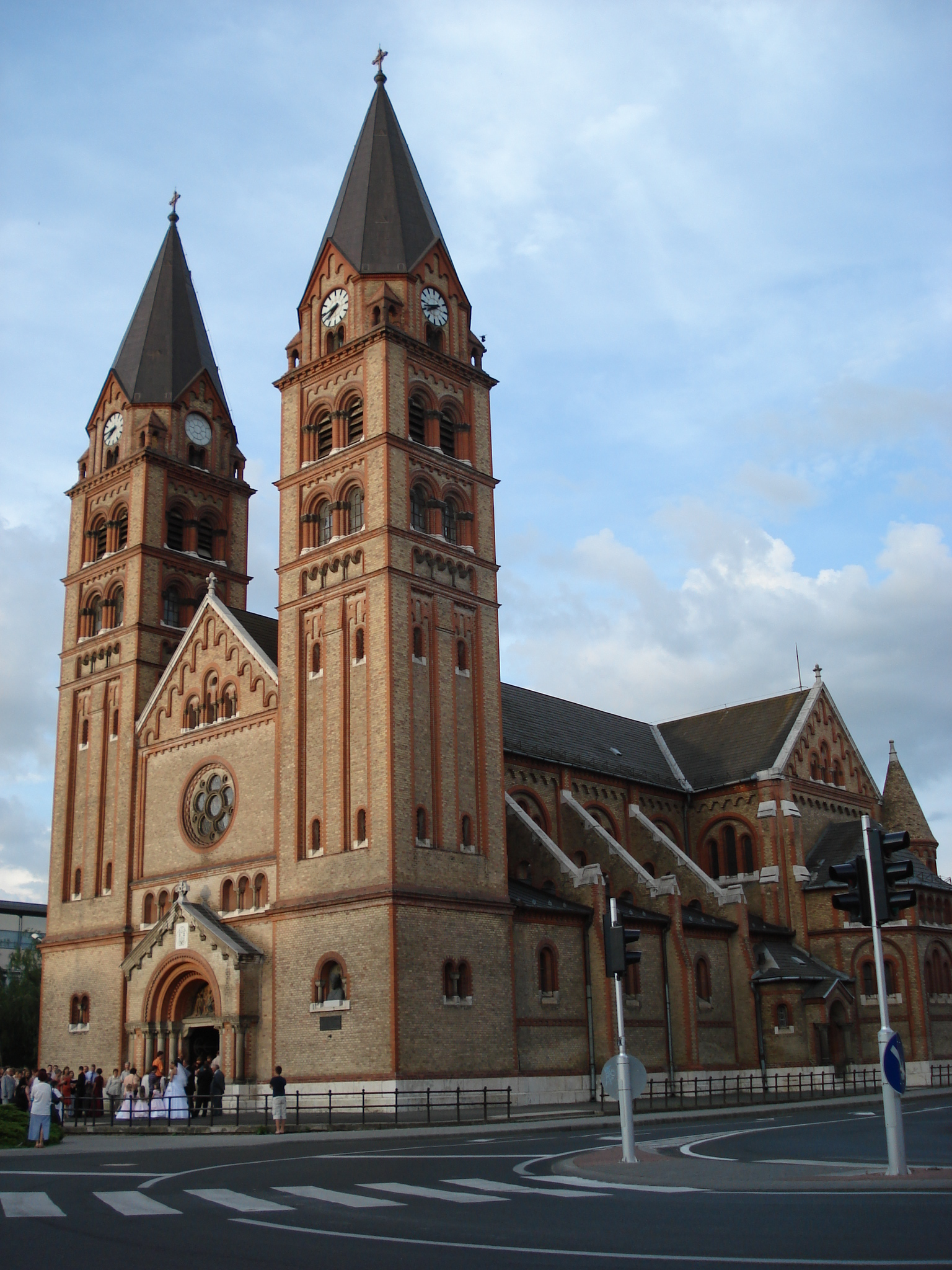
Římskokatolická katedrála
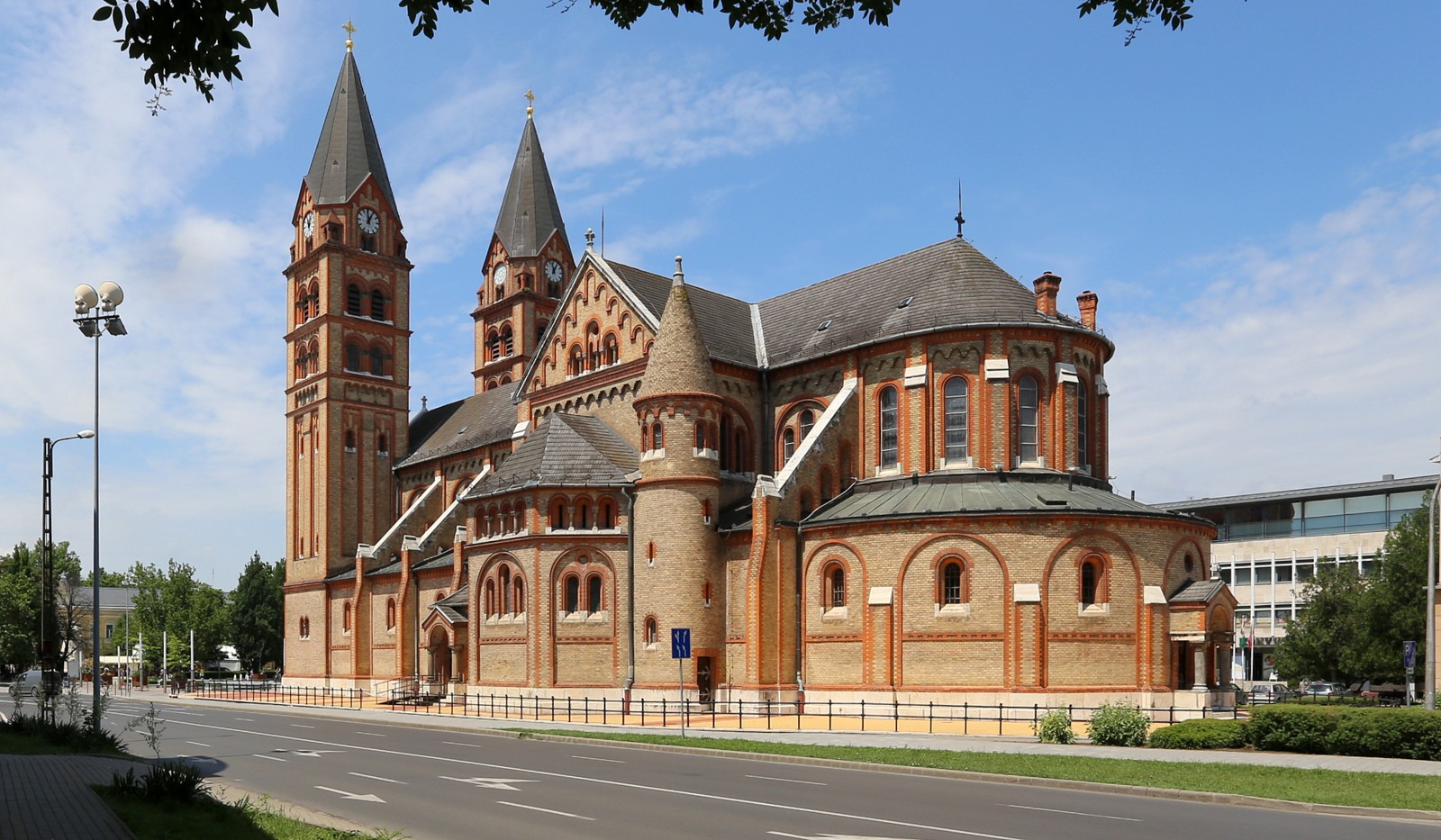
Katedrála od jihu
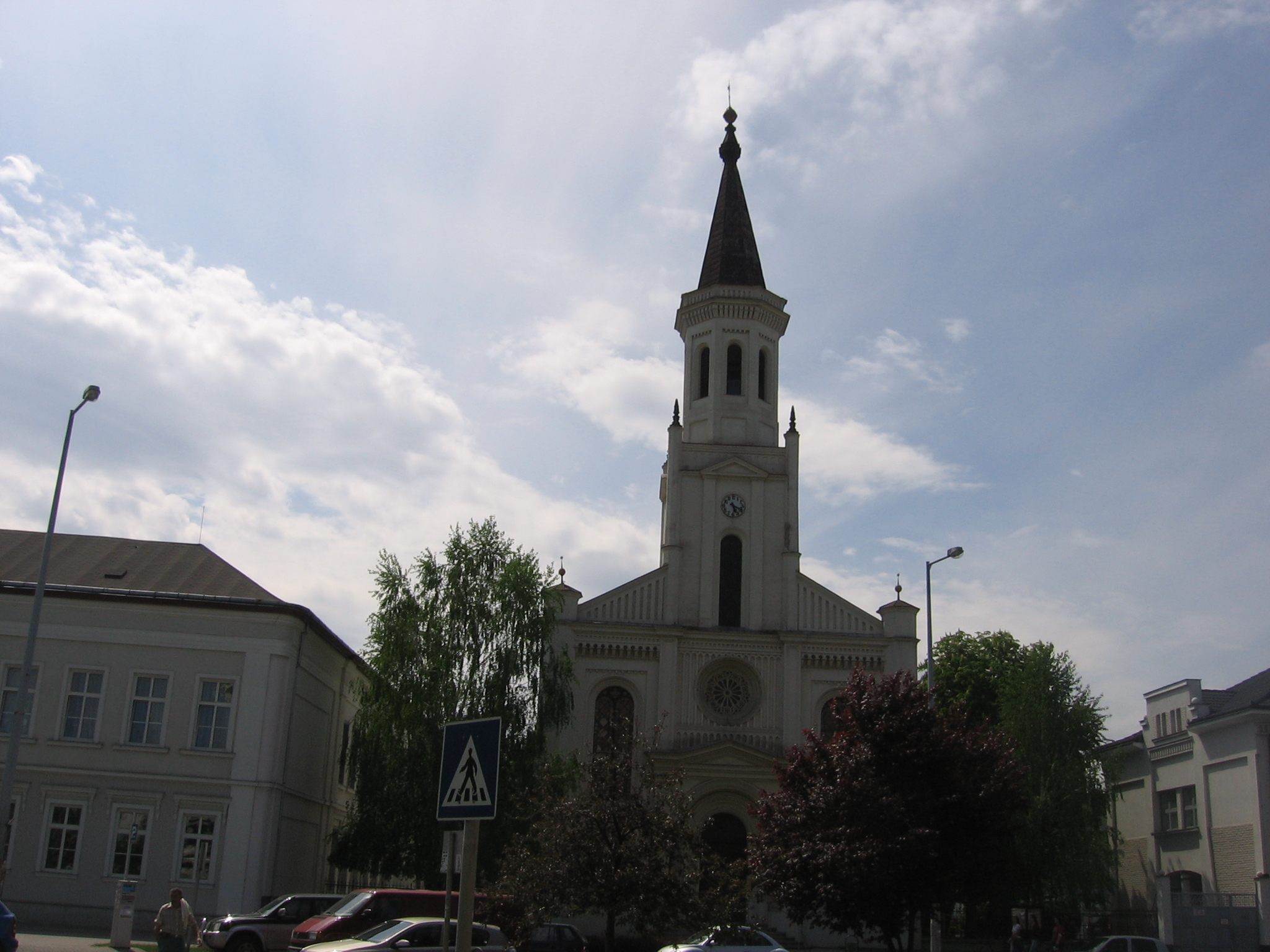
Kalvínský kostel (1872)
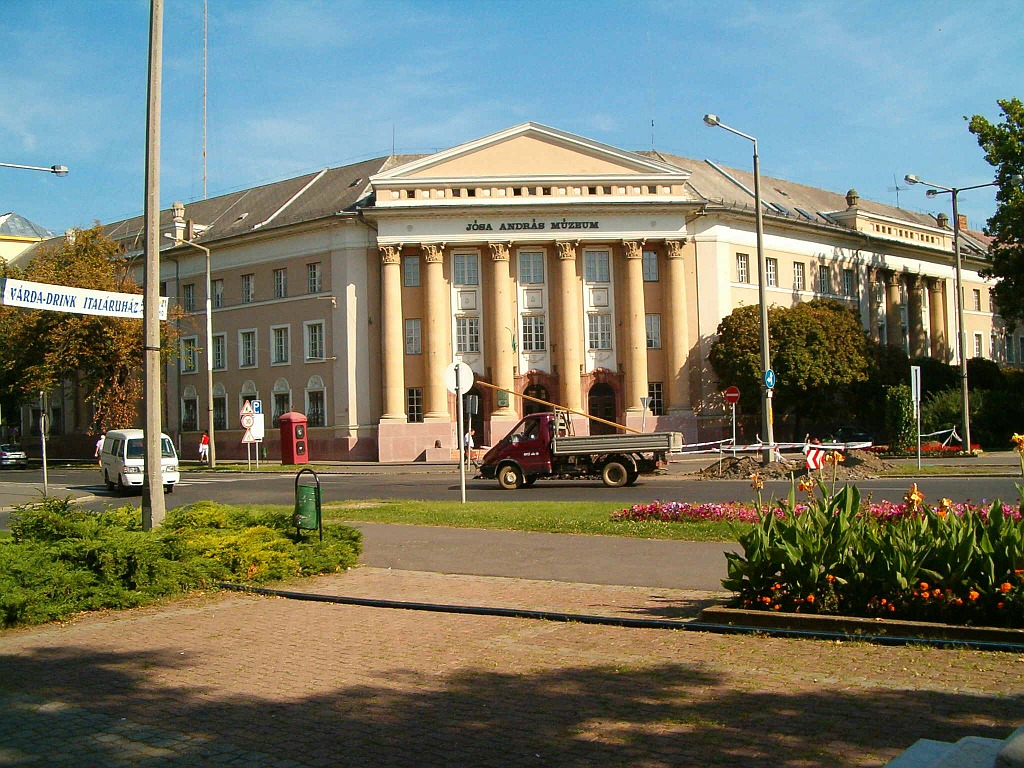
Muzeum Andráše Jósy
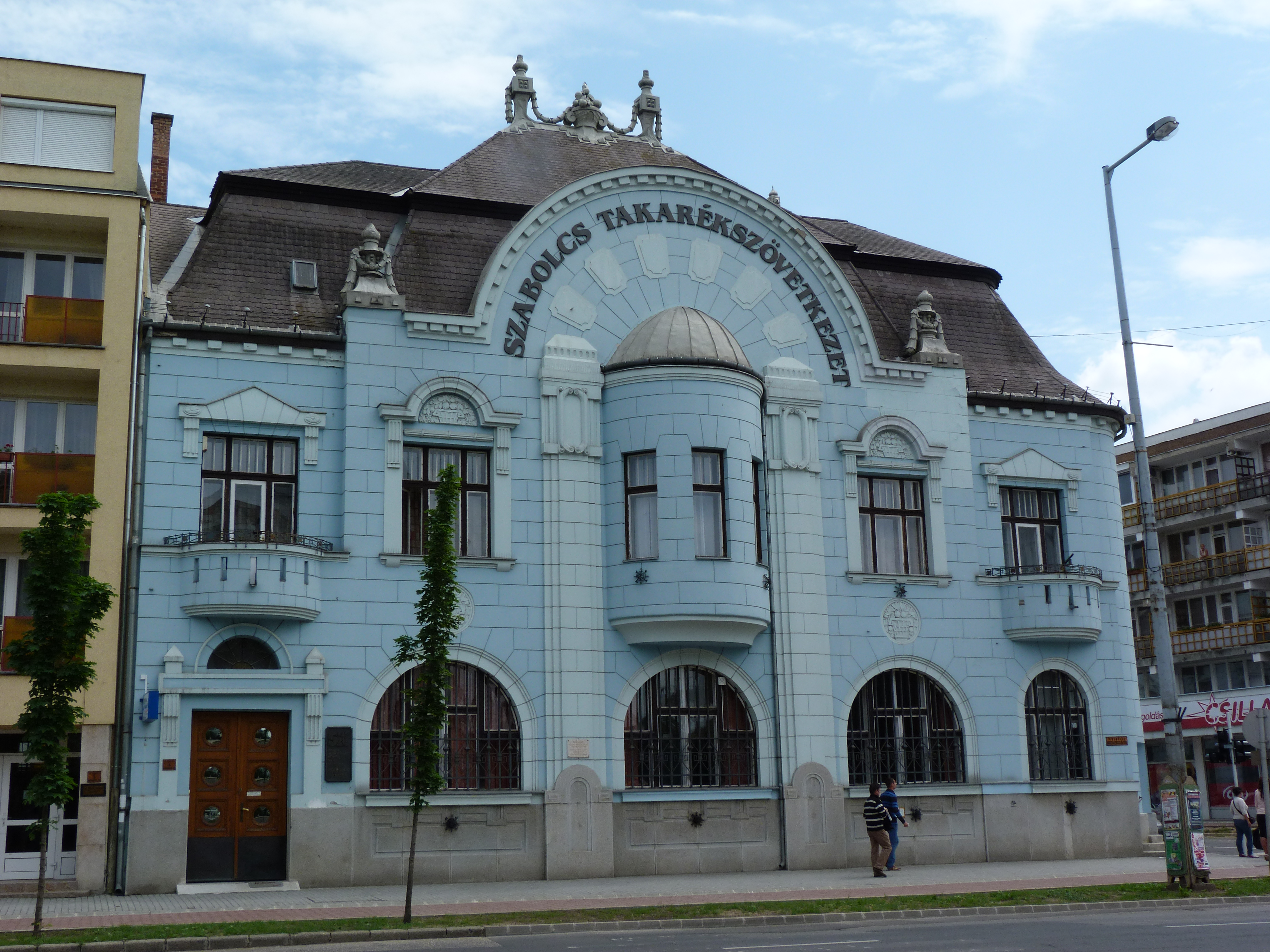
Banka Szabolcs Takarék

## Partnerská města
- Prešov, Slovensko
- Iserlohn, Německo
- Kajaani, Finsko
- Kirjat Mockin, Izrael
- Řešov, Polsko
- Praha 10, Česko
- St. Pölten, Rakousko
- St Albans, Spojené království
- Satu Mare, Rumunsko
- Užhorod, Ukrajina
- Ivano-Frankivsk, Ukrajina